# Учбулаг (Физулинский район)
Учбулаг (азерб. Üçbulaq), до 1992 года — Гога (азерб. Hoğa), — село в Физулинском районе Азербайджана, расположенное в предгорьях, в 7 км. к западу от города Физули, на левом берегу реки Араз.
В Учбулаге родился Эльхан Гачай оглы Зульфугаров — Национальный Герой Азербайджана (1994).
В ходе Первой карабахской войны село перешло под контроль непризнанной НКР, контролировавшей село с 31 марта 1992 до осени 2020 года. Согласно её административно-территориальному делению располагалось в Гадрутском районе НКР.
Осенью 2020 года, в ходе Второй карабахской войны, президент Азербайджана Ильхам Алиев объявил об освобождении села Учбулаг.

## Этимология
Названия села упоминается в османском источнике 1593 г. как «Хога» (тур. Hoğa).
Название села этимологически объясняется двояко: по первой, «иметь плодородную землю» (арм. Հողեր — «земли»), а по второй версии село имело название Огер, о чём свидетельствует и Макар Бархударянц, что означает «поселение, окружённое кольцом». Позже название Огер стало произноситься на Карабахском диалекте местных жителей как «Хогер» или «Вегер». Село могло писаться и произноситься как Гога, Огер, Охер, Хогер.
Другое название села Учбулаг переводится с азербайджанского как «три родника» (üç — «три» и bulaq — «родник»).
Также есть Учбулаг — село в Гёйгёльском районе Азербайджана, Ушбулак — ряд названий сёл в Казахстане, Уч-Булак — село в Таласской области Кыргызстана.

## География
Село находится на высоте 700 м над уровнем моря, расположено на северной стороне восточных Ишханасарских горных отрогов Карабахского хребта, в равнинной части левых склонов долины, в Мильской степи, на левом берегу реки Аракс, в правой долине реки среднего течения Ишханагет. В 2 км от села Чиракус, в 7 км. к западу от города Физули, в 25 км. к северу от города Гадрут.

## История
Древнее название села — Гога. 29 апреля 1992 года решением Верховного Совета Азербайджанской Республики село Гога Физулинского района было переименовано в село Учбулаг (азерб. Üçbulaq).
Сведения о селе Хога есть в османском источнике 1593 года. В источнике 1727 года написано:
— «Деревня Хога Дизагского уезда. Население деревни занималось земледелием. Они сеяли пшеницу, ячмень, просо и рис из злаков. Были и те, кто занимался шелководством. Доход села составлял 9600 акче».
До вхождения в состав Российской империи, село Гога было в составе Дизакского магала Карабахского ханства.
В начале XVIII века кедхудой села был сын Гасанхана Гейдар. В период ханства село было казенной собственностью. Затем Ибрагимхалил-хан передал это село своему сыну Мамед Гасану-аге. После смерти Мамед Гасана-аги ага село перешло к его сыну Ханджану.
В источнике, относящемся к 1823 году, село Гога указано в списке селений, находящихся под управлением Ханджан-аги. Налогоплательщики: 11 дымов, неплательщики: пахари (азерб. rəncbərlər) 8 дымов, Ягуб ковха — 1 дым, вдова — 2 дыма, холостой — 1 дым.
В источнике 1842 г. в списке поданных из села Гога под властью бека к Ханджан-аге были присоединены 18 семей. 12 из этих семей были не мусульманами и 6 были мусульманами. Немусульмане (армяне) пришли из Ирана.
Было основано в 19-м веке. Епископ Армянской Апостольской церкви Макар Бархударянц, посетивший село в 1890-х годах, отмечал, что:
— «Население местное, церковь не достроена. Дымов 15, душ — 130. Священник приходит из Гадрута».

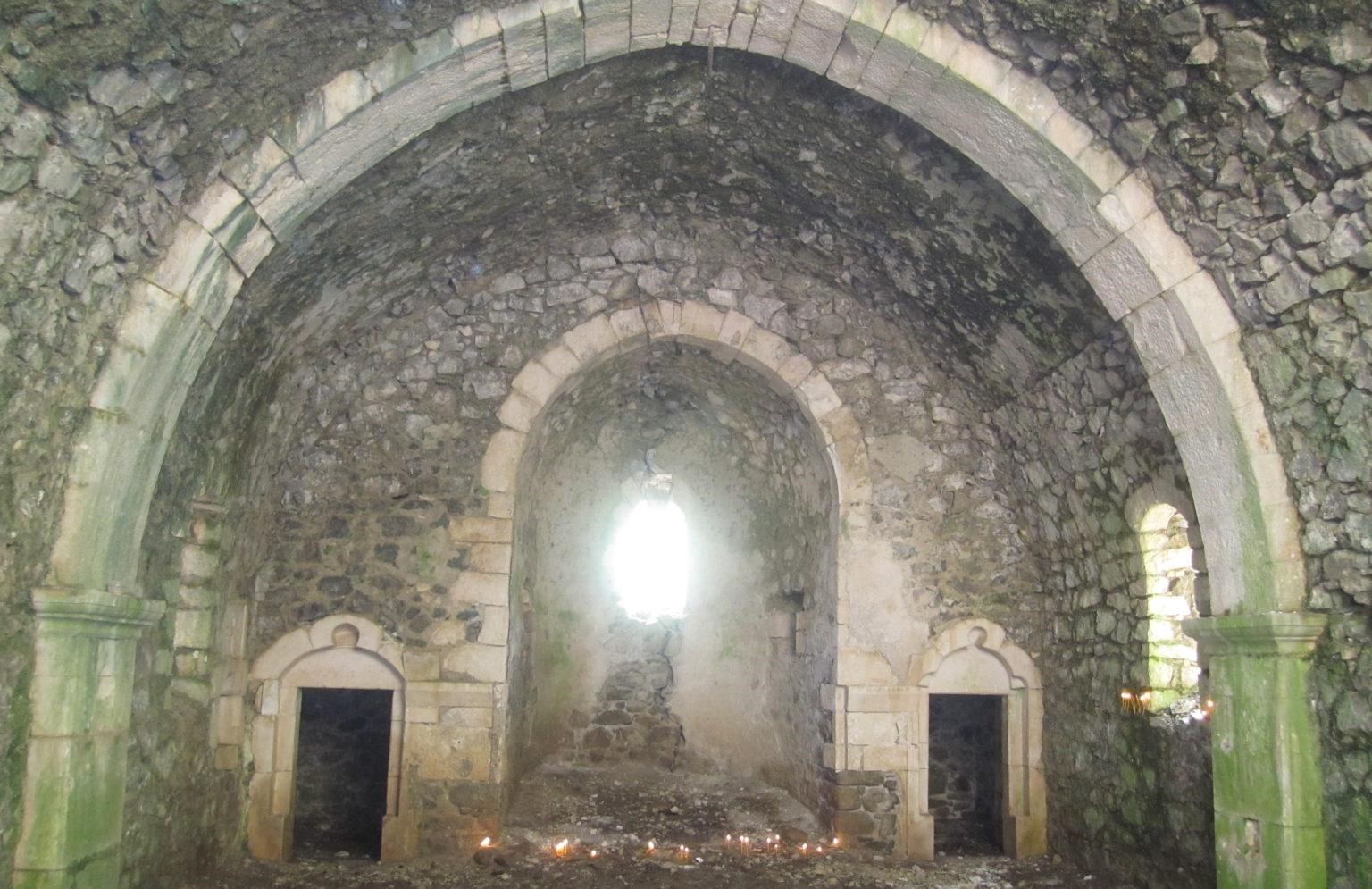
Интерьер церкви, с. Учбулаг, 2017, фото Г. Будагян

До 1938-го года село входило в состав Гадрутского района НКАО, затем вошло в состав Карягинского (с 1959-го года Физулинского) района Азербайджана, после чего армянское население постепенно начало его покидать.
С 31 марта 1992 года по 2020 года село находилось под контролем непризнанной НКР. В октябре 2020 года в ходе Второй карабахской войны село перешло под контроль Азербайджана. В марте 2021 года Минобороны Азербайджана показало кадры из разрушенного села Учбулаг.

## Памятники истории и культуры

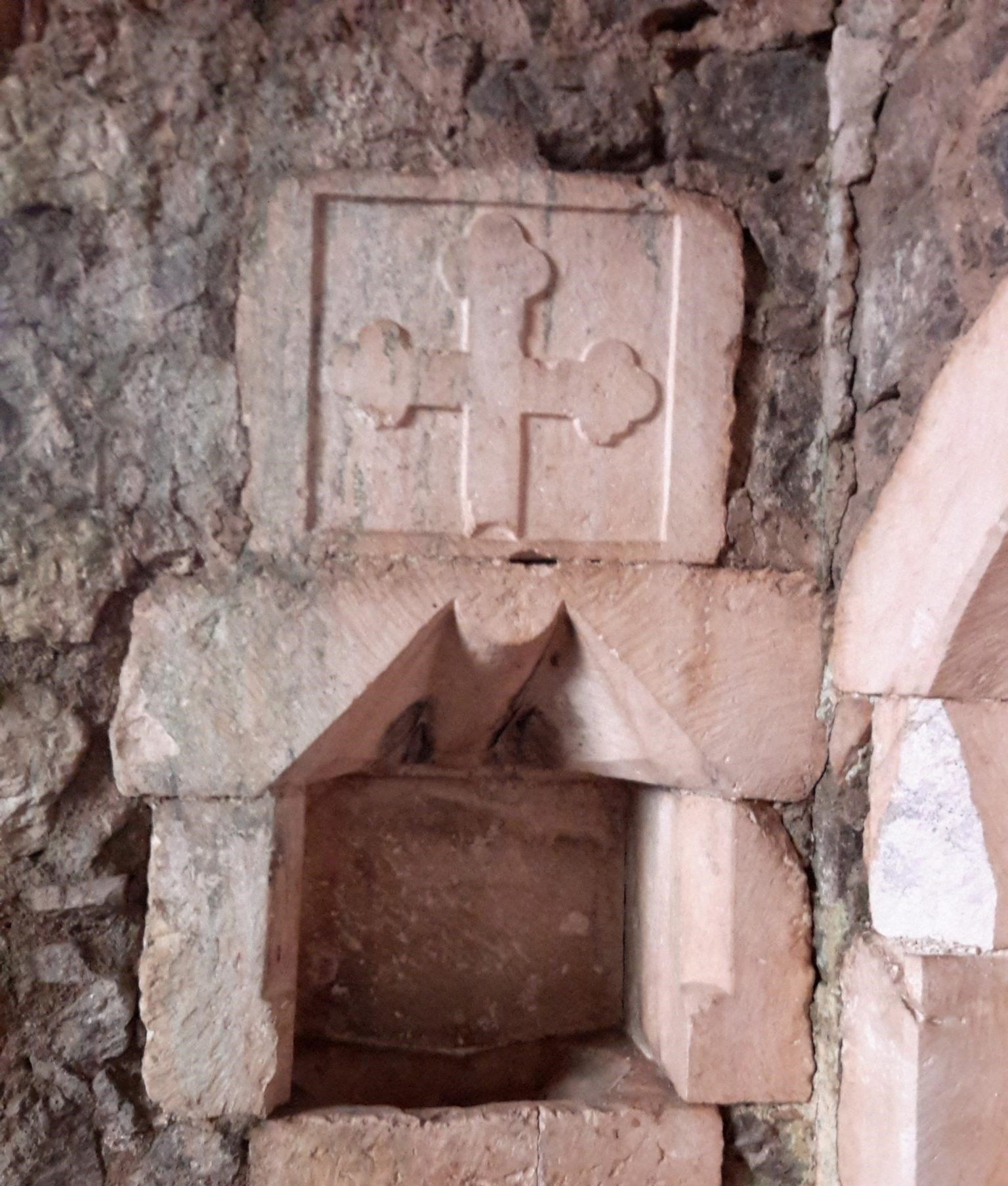
Крестильная купель, с. Учбулаг, 2017, фото Г. Будагян

В селе и его окрестностях сохранились церковь Сурб Астватацин (1718 г., реконструирована в 1880 г.), которая упомянута в архивных документах 1880-го года, также часовня (1887 г.), остатки старого села 15-18 вв., старое кладбище вокруг церкви 18-20 вв. В овраге рядом с кладбищем сохранился родник 20 в., построенный армянскими каменщиками. Во время военных действий церковь не пострадала.
До 1960 года в селе Гога функционировала средняя школа, в которой также учились ученики 4-х и 7-х классов из соседних сёл — Цакури, Чиракуз , Дудукчи, Эдиллу, Агбулак, Хрманджук. В 1960 г. средняя школа стала восьмилетней, в 1970 г. — начальной, а в 1974 г. школа была закрыта. В 1974—1988 гг. дети села Гога учились в селе Чиракуз. Имелась библиотека и клуб.

## Население
По данным конца XIX века население села Охер составляло 130 армян. По состоянию на 1 января 1933 года в селе проживало 486 человек (107 хозяйств), все — армяне. Во время Первой карабахской войны (1992—1994) население покинуло село и поселилось в соседнем селе Хрманджук. По переписи 2005 года — 4 человека, а по данным 2010 года населения не было.
| Год       | XIX век | 1933 | 2005 | 2008 | 2010 |
| --------- | ------- | ---- | ---- | ---- | ---- |
| Население | 130     | 486  | 4    | 1    | -    |

## Экономика
Население занималось в основном скотоводством, зерноводством и животноводством.

## Известные люди
Эльхан Зульфугаров — национальный герой Азербайджана.